# Mazarunia
Mazarunia ist eine Gattung kleiner Buntbarsche, die in Guayana im nordöstlichen Südamerika endemisch im oberen Mazaruni vorkommt.

## Merkmale
Mazarunia-Arten werden 5,5 bis 8,5 cm lang und haben eine typische gedrungene Buntbarschgestalt. Farblich sind sie durch eine schwärzliche Fleckenzeichnung bei einer helleren, grauen bis bräunlichen Grundfärbung gekennzeichnet. Von allen anderen Buntbarschgattungen der Tribus Geophagini unterscheiden sie sich u. a. durch das Fehlen der sechsten Infraorbitalia (Augenringknochen), gleich große Schuppen auf der seitlichen und unteren Brustregion, glatte Ränder bei Präoperculum, Supracleithrum (ein Knochen des Schultergürtels) und Extrascapulare (ein Schädelknochen), zwei oder drei Zahnplatten auf der vierten Ceratobranchiale (“unterer Schlundkiefer”) und eine unterbrochene Seitenlinienbeschuppung. Zwischen der oberen Seitenlinie und der Rückenflossenbasis liegen drei Schuppenreihen. Mazarunia-Arten haben 26 Wirbel.
- Flossenformel: Dorsale XV–XVII/7–8; Anale III/7–8.

## Systematik
Die Gattung Mazarunia wurde 1990 zusammen mit ihrer Typusart Mazarunia mazarunii anhand zweier Typusexemplare durch den schwedischen Ichthyologen Sven O. Kullander aufgestellt. 2012 beschrieb ein Ichtyologenteam zwei weitere Arten. Mazarunia gehört zur Tribus Geophagini und ist die Schwestergattung von Guianacara.

## Arten
Zurzeit (2022) werden drei Arten in die Gattung Mazarunia gestellt:
- Mazarunia charadrica López-Fernández, Taphorn & Liverpool, 2012
- Mazarunia mazarunii Kullander, 1990
- Mazarunia pala López-Fernández, Taphorn & Liverpool, 2012